# Copaiva guibourtiana
Copaiva guibourtiana là một loài thực vật có hoa trong họ Đậu. Loài này được (Benth.) A. Lyons mô tả khoa học đầu tiên năm 1907.